# Koning Albert I-monument

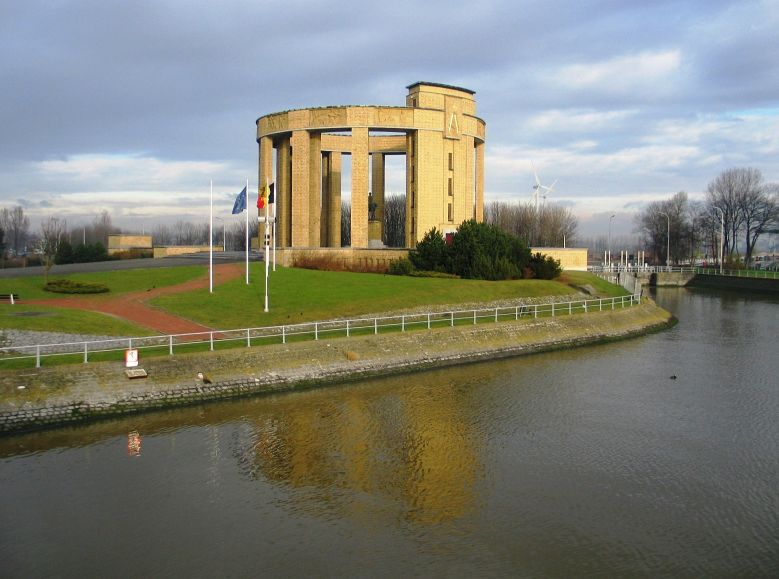
Albert I-monument, 2004

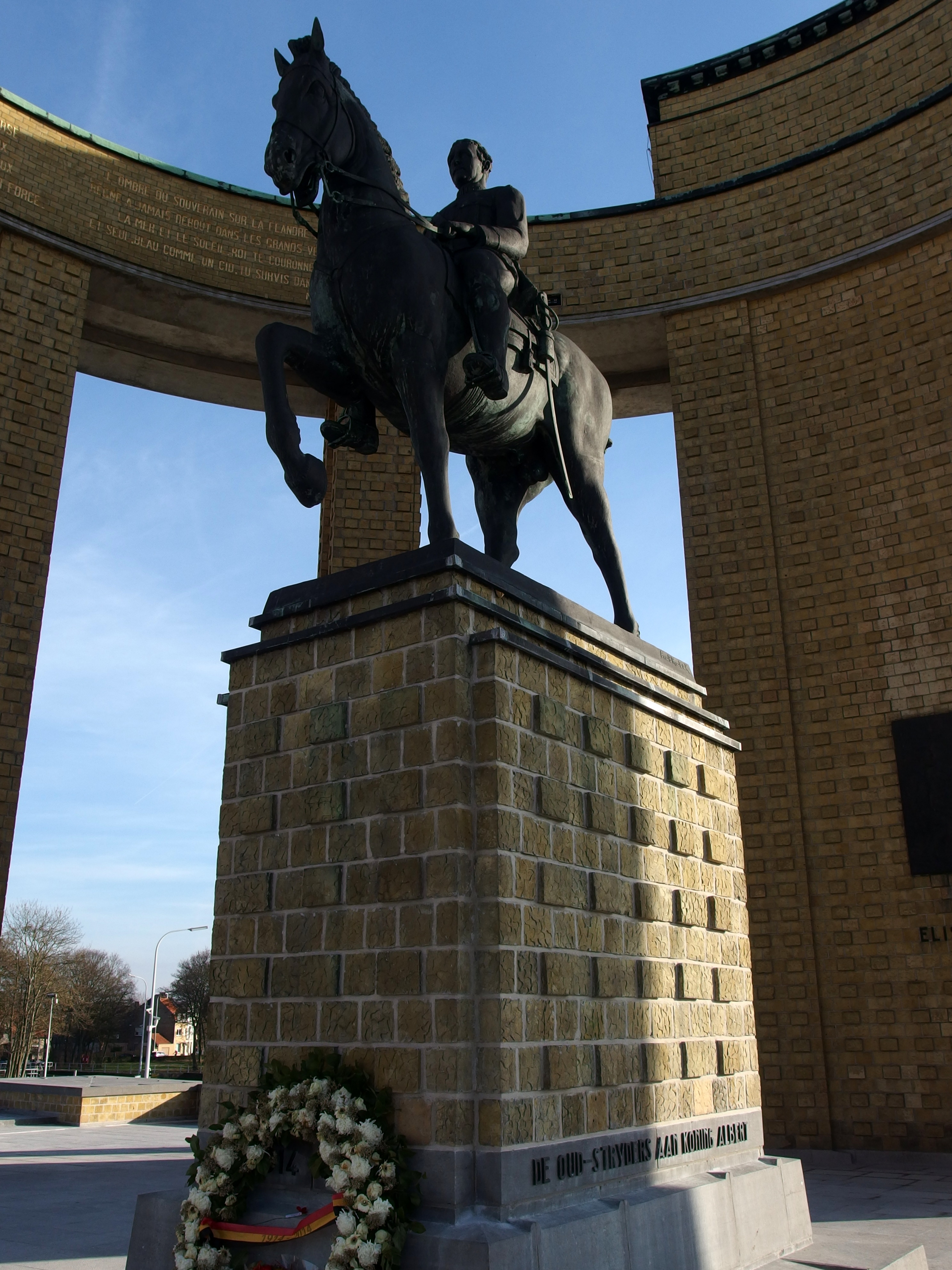
Koning Albert I te paard

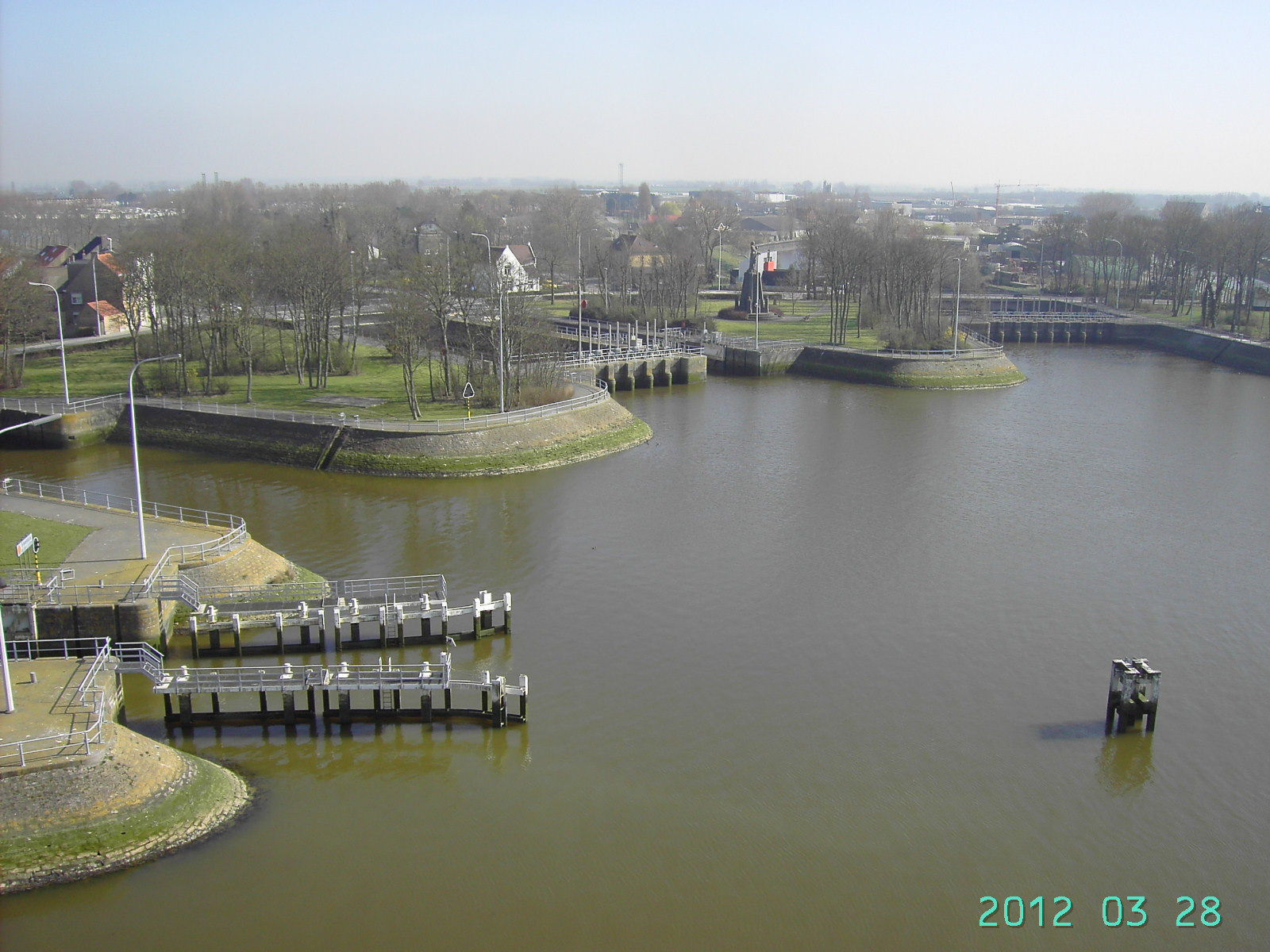
Zicht vanaf monument op de Ganzepoot

Het Koning Albertmonument is een oorlogsmonument in de Belgische kuststad Nieuwpoort. Het staat net buiten de oude stadskern, op de rechteroever van de IJzer, bij het sluizencomplex de Ganzepoot. Het monument werd opgetrokken in 1938, naar ontwerp van Julien de Ridder, ter ere van koning Albert I en de Belgische troepen in de Eerste Wereldoorlog.

## Beschrijving
Het cirkelvormige monument is 25 meter hoog en 30 meter in doorsnede. Het telt tien zuilen met een vlakke doorsnede van 1 meter op 2 meter, gebouwd uit bakstenen uit de IJzervlakte. Bovenop ligt een cirkelvormige balk, met een omtrek van 100 meter. Op deze ringbalk ligt een wandelgang met oriëntatietafels. Het geheel staat op een kruisvormig terras van 2500 m². Op het centrale binnenplein staat een standbeeld van koning Albert I te paard. Het ruiterstandbeeld is het werk van Karel Aubroeck.

### Inwijding
Het gebouw werd ingewijd op 24 juli 1938, in het bijzijn van koning Leopold III, koningin Elisabeth, prins Karel, prins Boudewijn en prinses Josephine-Charlotte. Het geheel werd in 1999 als beschermd monument geklasseerd.

### Nieuport Memorial
Op het plein voor het Albertmonument is het Nieuport Memorial, een monument voor de Engelse troepen opgetrokken. Dat monument bestaat uit een gedenkzuil en herdenkt de namen van 566 Britse officieren en soldaten die in de gevechten - vooral in 1917 - aan de Belgische kust in de Eerste Wereldoorlog sneuvelden.

## Westfront Nieuwpoort
Op 18 oktober 2014 werd het monument, na restauratie en uitbreiding, heropend onder de naam Westfront Nieuwpoort. Op 28 oktober werd het bezocht door staatshoofden en regeringsleiders, onder wie koning Filip en de Duitse bondskanselier Angela Merkel. Het bezoekerscentrum werd ontworpen door het Antwerps Architecten Atelier. Een permanente tentoonstelling illustreert de onderwaterzetting van de IJzervlakte in 1914 door het openen van de sluizen van de Ganzepoot. In de kelderverdieping wordt het monumentaal Panorama van de IJzerslag in oktober 1914 van Alfred Bastien (afmetingen van het origineel: 115 meter lang, 14 meter hoog) in verkleinde, digitale vorm getoond. Daarnaast is er ruimte voor tijdelijke tentoonstellingen.

### Het IJzerpanorama en het Koninklijk Museum van het Leger
Al van bij de aanvang van de Eerste Wereldoorlog droomde schilder Alfred Bastien ervan om het conflict vast te leggen in een groot panorama. Om zich te documenteren, trok hij in 1915 naar het front. Een jaar later werd hij officieel frontschilder binnen het Belgisch leger. Na de wapenstilstand wist hij de nodige fondsen te verwerven en begon hij met een team aan de klus. Het IJzerpanorama werd in minder dan een jaar afgewerkt, in de periode van 1920-1921.
Na enkele jaren in Brussel verhuisde het doek naar Oostende. Uiteindelijk schonk de artiest het in 1950 aan het museum. Het doek werd in 1951 door Bastien en zijn leerlingen gerestaureerd en opgehangen in de huidige Luchtvaarthal. In 1982 moest het daar weggehaald worden: het werd in negen delen versneden en opgerold. Het museum heeft sinds 2004 aanzienlijke middelen besteed aan de bewaring en studie van het IJzerpanorama. Het doek werd uitvoerig vastgelegd op foto's. Daarnaast heeft het Koninklijk Instituut voor het Kunstpatrimonium een algemene staat opgemaakt en tests uitgevoerd. Het doek rust op nieuwe rollen en wordt op dit ogenblik in de best mogelijke omstandigheden bewaard. Een restauratie zou omslachtig en duur zijn. Daarom koos het Koninklijk Museum van het Leger voor een digitale reproductie. Zo kan het publiek opnieuw kennismaken met dit nationaal patrimonium.